# Adolf Marian Czarnota

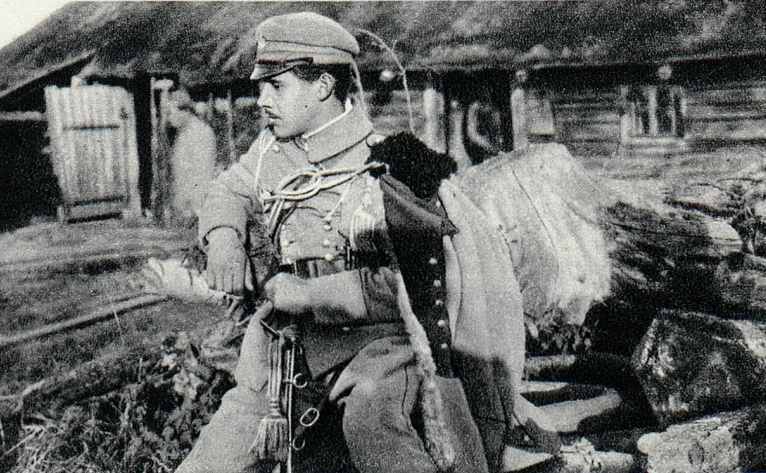
Adolf Czarnota w czasie służby w 1 Pułku Ułanów Legionów Polskich.

Adolf Marian Czarnota (ur. 30 marca 1896 w Sędziszowie, zm. wiosną 1940 w Charkowie) – rotmistrz Wojska Polskiego, działacz niepodległościowy, kawaler Orderu Virtuti Militari, ofiara zbrodni katyńskiej.

## Życiorys
Urodził się 30 marca 1896 w Sędziszowie, w ówczesnym powiecie jędrzejowskim guberni kieleckiej, w rodzinie Antoniego i Walerii z Wiktorów. Do 12 roku życia wychowywał się przy rodzicach i uczył w państwowej szkole rosyjskiej. Po śmierci ojca przeniósł się z matką do Kielc, gdzie pozostawał na utrzymaniu brata. W 1911 wyjechał do Lwowa, do drugiego brata, gdzie uczył się prywatnie i równocześnie uczęszczał do fabryki, w której uczył się budowy maszyn. W 1913 we Lwowie wstąpił do Związku Strzeleckiego.
6 sierpnia 1914 w Krakowie wstąpił do Legionów Polskich. Początkowo pełnił służbę w Komendzie I Brygady Legionów Polskich w charakterze gońca. 1 stycznia 1915, na własną prośbę, został przeniesiony do 1 pułku ułanów i przydzielony do I plutonu 3. szwadronu. 22 listopada 1915 awansował na starszego ułana. Od 6 lutego do 4 kwietnia 1917 był słuchaczem kawaleryjskiego kursu podoficerskiego przy 1 pułku ułanów w Ostrołęce. Kurs ukończył z wynikiem dostatecznym. Posiadał wówczas stopień kaprala. Latem tego roku, po kryzysie przysięgowym, został internowany w Szczypiornie. 14 lipca 1918, po zwolnieniu z obozu, wstąpił do Polskiej Siły Zbrojnej i został przydzielony do 8. kompanii II batalionu. 14 grudnia 1918 został przeniesiony do 9 pułku ułanów w Dębicy. W jego szeregach walczył na wojnie z bolszewikami jako dowódca plutonu w szwadronie karabinów maszynowych. 17 lipca 1919 jako podoficer byłych Legionów Polskich został mianowany z dniem 1 lipca 1919 podporucznikiem w kawalerii. Wyróżnił się 11 sierpnia 1920 w bitwie pod Radziechowem. 27 sierpnia 1920 dowódca 9 puł., major Stefan Jacek Dembiński, we wniosku na odznaczenie Orderem Virtuti Militari napisał:

dnia 11 sierpnia 1920 w bitwie pod Radziechowem i las Antonin 9 puł. atakował w pieszym szyku, frontalnie. Ogień nieprzyjacielski był bardzo silny i posuwanie tyraliery bardzo utrudnione. Na rozkaz wysunięto taczanki przed linię tyraliery. Pod dowództwem ppor. Czarnoty wysuwają się trzy taczanki tuż przed linię nieprzyjacielską i mimo ognia bardzo silnego, zwalczają na odległości 300 m nieprzyjaciela tak skutecznie, że ten w najkrótszym czasie musiał opuścić swoją linię zostawiając jeden karabin maszynowy na miejscu. Tym odważnym czynem  spowodował ppor. Czarnota zajęcie Antoninu przy minimalnych własnych stratach.

Po zakończeniu działań wojennych pozostał w wojsku jako oficer zawodowy i kontynuował służbę w 9 pułku ułanów. 3 maja 1922 został zweryfikowany w stopniu porucznika ze starszeństwem od dnia 1 czerwca 1919 i 23. lokatą w korpusie oficerów jazdy. 31 marca 1924 prezydent RP Stanisław Wojciechowski nadał mu stopień rotmistrza ze starszeństwem z dnia 1 lipca 1923 i 19. lokatą w korpusie oficerów jazdy. W lutym 1925 został przydzielony z macierzystego pułku do szwadronu pionierów 6 Samodzielnej Brygady Kawalerii na stanowisko dowódcy szwadronu. W sierpniu 1926 został przeniesiony do 6 pułku ułanów, z pozostawieniem na stanowisku dowódcy szwadronu pionierów 6 SBK. 8 grudnia 1928 został przeniesiony do 4 pułku strzelców konnych w Płocku. W marcu 1934 dowodził szwadronem zapasowym pułku. Był członkiem Związku Legionistów Polskich. W marcu 1939 nadal dowodził szwadronem zapasowym i równocześnie pełnił funkcję komendanta Rejonu Przysposobienia Wojskowego Konnego.
W czasie kampanii wrześniowej 1939 był dowódcą szwadronu gospodarczego 4 psk. Po agresji ZSRR na Polskę w nieznanych okolicznościach dostał się do niewoli sowieckiej. Przebywał w obozie w Starobielsku. Wiosną 1940 został zamordowany przez funkcjonariuszy NKWD w Charkowie i pogrzebany potajemnie w bezimiennej mogile zbiorowej w Piatichatkach, gdzie od 17 czerwca 2000 mieści się oficjalnie Cmentarz Ofiar Totalitaryzmu w Charkowie. Figuruje na Liście Starobielskiej NKWD, pod poz. 3683.
Był żonaty; miał córkę Annę (ur. 14 stycznia 1925) oraz pasierba Mieczysława (ur. 10 stycznia 1921).

## Upamiętnienie
5 października 2007 minister obrony narodowej Aleksander Szczygło mianował go pośmiertnie na stopień majora. Awans został ogłoszony 9 listopada 2007 w Warszawie, w trakcie uroczystości „Katyń Pamiętamy – Uczcijmy Pamięć Bohaterów”.

## Ordery i odznaczenia
- Krzyż Srebrny Orderu Wojskowego Virtuti Militari nr 2691[1][40][41][42]
- Krzyż Niepodległości – 12 maja 1931 „za pracę w dziele odzyskania Niepodległości”[43]
- Krzyż Walecznych dwukrotnie[11][12][23][25][44][45][46]
- Srebrny Krzyż Zasługi – 1938 „za zasługi w służbie wojskowej”[47][45]
- Medal Pamiątkowy za Wojnę 1918–1921[4]
- Medal Dziesięciolecia Odzyskanej Niepodległości[4]